# Bernhard Koban
Bernhard Koban (* 25. Juni 1931 in Dresden-Friedrichstadt; † 22. September 2022) war ein deutscher Grafiker.

## Leben und Werk
Koban absolvierte von 1946 bis 1949 in Dresden eine Buchdruckerlehre und arbeitete bis 1952 in diesem Beruf. Von 1952 bis 1955 studierte er bei Otto Griebel und Werner Hofmann an der Arbeiter- und Bauernfakultät für Bildende Kunst an der Hochschule für Bildende Künste Dresden, anschließend bis 1960 an der Hochschule bei Hans Theo Richter und Max Schwimmer.
Als Student war er seit 1954 jedes Jahr mit Jürgen Weber zum Malen auf der Insel Rügen. Nach dem Diplom für freie Graphik arbeitete er ab 1960 freischaffend in der Nähe von Wismar und ab 1964 in Wismar. Ab 1973 übte er eine Lehrtätigkeit für Drucktechniken in der Radierwerkstatt an der Hochschule für Bildende Künste Dresden aus, von 1978 bis 1992 als Lehrer im Hochschuldienst. Er druckte u. a. für Wilhelm Rudolph, dessen nach 1945 entstandenes Holzschnittwerk er katalogisierte.
Er war bis 1990 Mitglied im Verband Bildender Künstler der DDR.
Koban war u. a. mit Heinz Dubois und Rolf Möller befreundet.
Seine Grabstätte befindet sich auf dem Urnenhain Tolkewitz.

## Werke (Auswahl)
- Der Leuchtturm auf Poel (1963, farbige Lithografie, 49 × 37 cm)[2]
- Arbeitspause (1968/1969, Lithografie)[3]
- Festmacher warten auf ein Schiff (1971, Lithografie)[4]
- Rähnitzgasse in Dresden (1981, Radierung; im Bestand des Stadtmuseums Dresden)[5]
- Blick von der Brühlschen Terrasse (1985, Radierung; im Bestand des Stadtmuseums Dresden)[6]
- Dresden. Dreikönigskirche (1989, Radierung/Strichätzung)[7]

## Ausstellungen (unvollständig)

### Einzelausstellungen
- 1964 Schwerin, Staatliche Museen (mit Jürgen Weber)
- 1983 Dresden, Galerie am Brühl
- 1984 Putbus, Orangerie (mit Ernst Lewinger)
- 1985 Dresden, Galerie Kunst der Zeit (mit Michael Hofmann)
- 1993 Putbus, Orangerie

### Ausstellungsbeteiligungen
- 1969: Berlin, Neue Berliner Galerie im Alten Museum („Künstler aus den Nordbezirken der DDR“)
- 1969 und 1974: Rostock, Bezirkskunstausstellungen
- 1970: Berlin, Altes Museum („Auferstanden aus Ruinen. Druckgraphik und Zeichnungen 1945 - 1970“)
- 1972/73: Dresden, VII. Kunstausstellung der DDR
- 1974 und 1985: Dresden, Bezirkskunstausstellungen
- 1974: Berlin, Altes Museum („25 Jahre Graphik in der DDR. 1949-1974“)
- 1974: Erfurt („Kunst für uns“)
- 1975: Schwerin, Staatliches Museum („Farbige Grafik in der DDR“)